# Ozarba vultuosa
Ozarba vultuosa är en fjärilsart som beskrevs av William Lucas Distant 1898. Ozarba vultuosa ingår i släktet Ozarba och familjen nattflyn. Inga underarter finns listade i Catalogue of Life.